# Chechły (gromada w powiecie ropczyckim)
Chechły – dawna gromada, czyli najmniejsza jednostka podziału terytorialnego Polskiej Rzeczypospolitej Ludowej w latach 1954–1972.
Gromady, z gromadzkimi radami narodowymi (GRN) jako organami władzy najniższego stopnia na wsi, funkcjonowały od reformy reorganizującej administrację wiejską przeprowadzonej jesienią 1954 do momentu ich zniesienia z dniem 1 stycznia 1973, tym samym wypierając organizację gminną w latach 1954–1972.
Gromadę Chechły z siedzibą GRN w Chechłach (obecnie w granicach Ropczyc) utworzono – jako jedną z 8759 gromad na obszarze Polski – w powiecie dębickim w woj. rzeszowskim na mocy uchwały nr 19/54 WRN w Rzeszowie z dnia 5 października 1954. W skład jednostki wszedł obszar dotychczasowej gromady Chechły ze zniesionej gminy Ropczyce w tymże powiecie. Dla gromady ustalono 19 członków gromadzkiej rady narodowej.
1 stycznia 1956 gromada weszła w skład nowo utworzonego powiatu ropczyckiego w tymże województwie.
31 grudnia 1961 gromadę zniesiono, włączając jej obszar do nowo utworzonej gromady Okonin w tymże powiecie.